# Johanna Enlists
Johanna Enlists is een stomme film uit 1918 onder regie van William Desmond Taylor. De film is gebaseerd op het verhaal The Mobilizing of Johanna van Rupert Hughes. Mary Pickford, die de titelrol speelde, heeft ooit bekendgemaakt dit een slechte film te hebben gevonden.

## Verhaal
Johanna heeft tot nu toe haar leven doorgebracht met het opvoeden van haar jongere broers en zussen en het helpen van het onderhouden van de boerderij van haar vader. Ze heeft maar een kleine persoonlijke leven en heeft nooit een vriendje gehad. Haar leven verandert wanneer een groep jonge soldaten op het land van haar vader komen kamperen. Johanna krijgt er al snel een groep aanbidders bij.

## Rolverdeling
| Acteur          | Personage                   |
| --------------- | --------------------------- |
| Mary Pickford   | Johanna Renssaller          |
| Fred Huntley    | Vader Renssaller            |
| Monte Blue      | Pvt. Vibbard                |
| Douglas MacLean | Capt. Archie van Renssaller |
| Emory Johnson   | Lt. Frank Le Roy            |
| John Steppling  | Maj. Wappington             |
| Wallace Beery   | Col. Fanner                 |
| Anne Schaefer   | Moeder Renssaller           |
| Wesley Barry    | Broer van Johanna           |
| June Prentis    | Zus van Johanna             |
| Jean Prentis    | Zus van Johanna             |